# Zorkóczy Samu

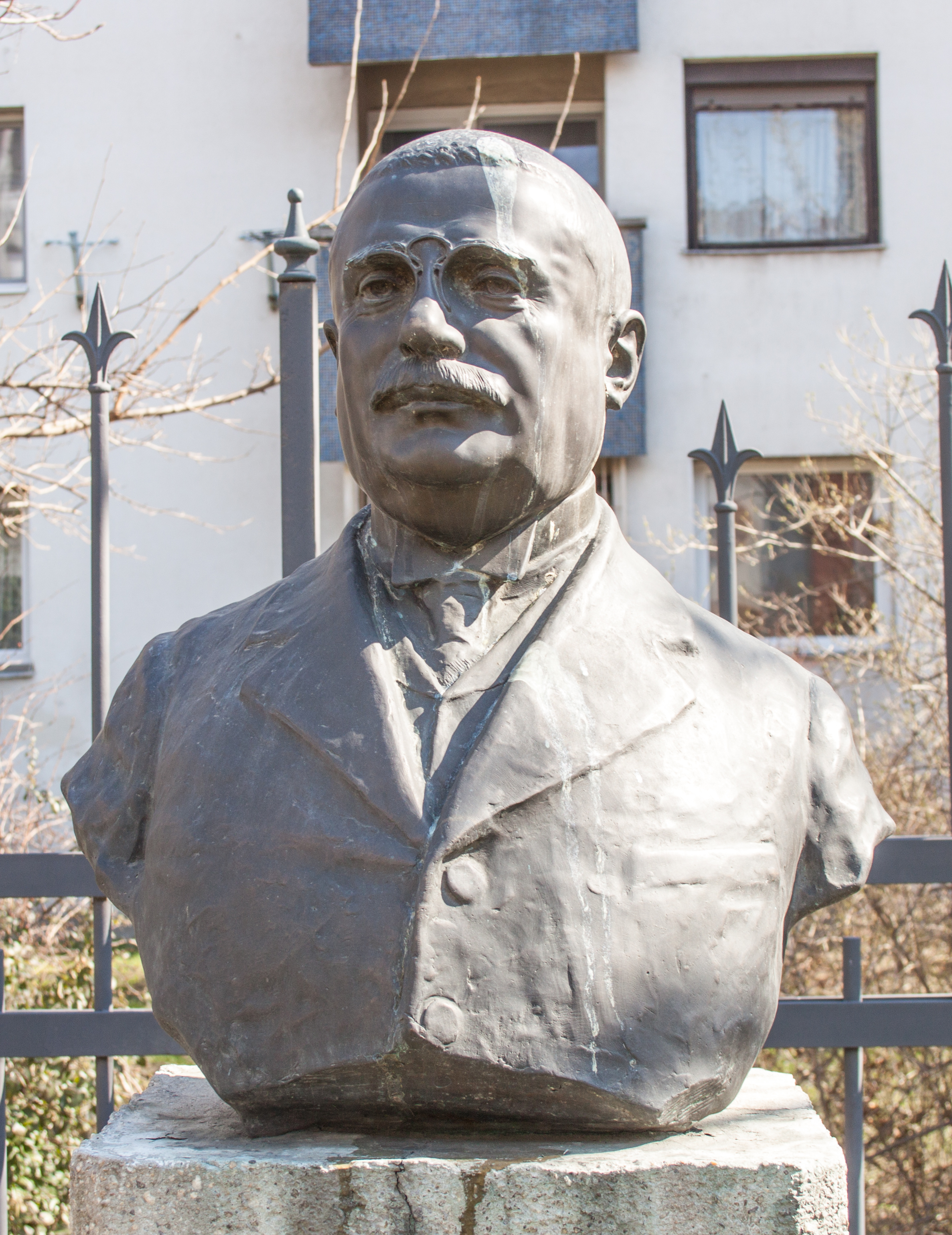
Mellszobra a budapesti Öntödei Múzeumban

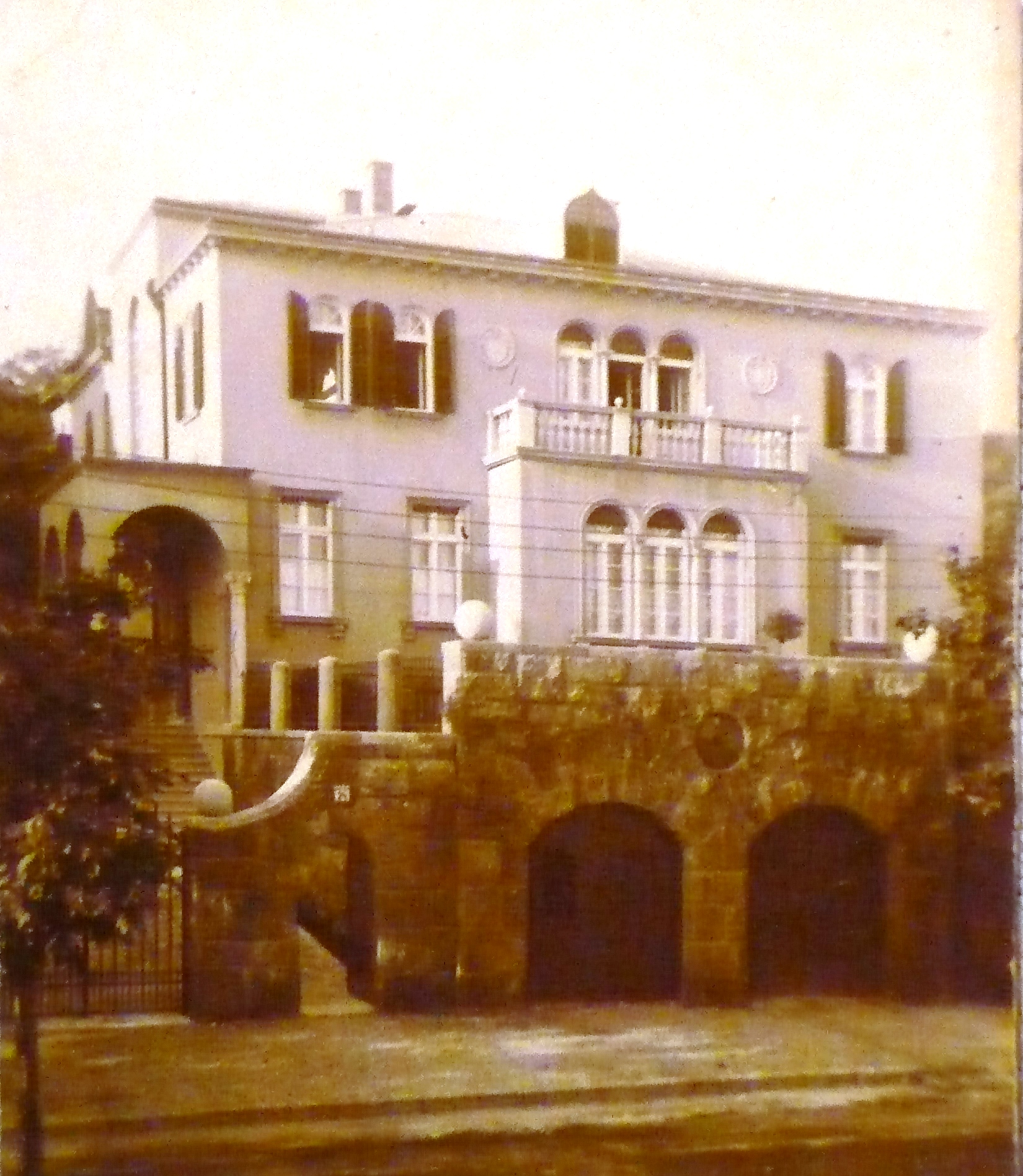
Zorkóczy Samu háza. Budapest, XI. Orom utca 24

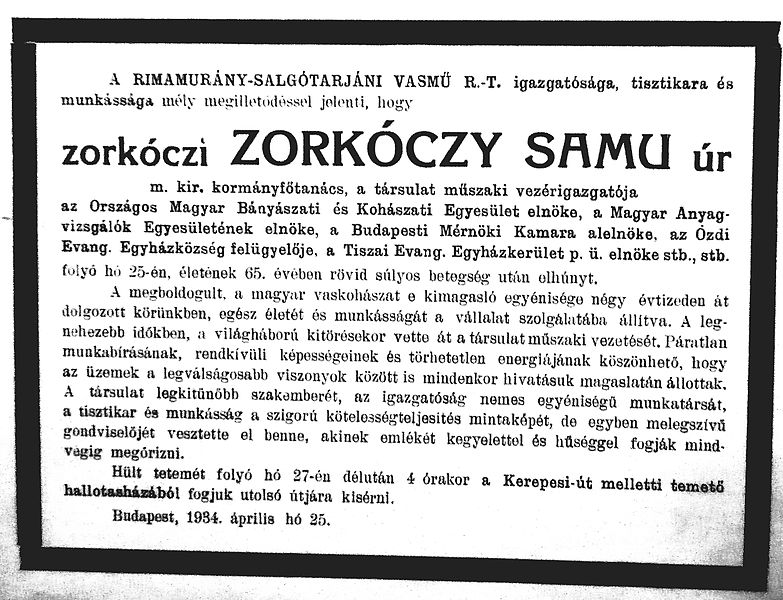
Zorkóczy Samu gyászjelentése

Zorkóczy Samu (Radvány, 1869. november 9. – Budapest, 1934. április 25.) kohómérnök, a magyar vaskohászat egyik legnagyobb fejlesztőmérnök-egyénisége.

## Élete
1869. november 9-én született a Besztercebánya melletti Radványban.  Iskoláit a selmecbányai Bányászati és Erdészeti Akadémián végezte, ahol később a vaskohászat–vasgyártás tanszék tanársegédje lett. Már ekkor foglalkozott az ország vasiparának helyzetével és a nyersanyaggyártás kérdéseivel, e témában számos cikke is megjelent.
1894-től a Rimamurány-Salgótarjáni Vasmű Részvénytársaság mérnöke, majd 1904-től főmérnöke lett.
A vezetése alá tartozó kohászati üzemekben: Salgótarjánban, Ózdon, Borsodnádasdon jelentős fejlesztéseket hajtott végre a századfordulótól kezdődő időkben a nyersvas-, az acélgyártás és a hengerelt termékek előállítása terén is.
1905-től a Vasmű ózdi üzemének igazgatója, majd 1927-től műszaki vezérigazgatója volt.
Az ő kezdeményezésére létesült a borsodnádasdi hideghengermű is.
Alapító tagja volt az Országos Magyar Bányászati és Kohászati Egyesületnek, melynek tiszteletbeli és háromszor megválasztott elnöke volt.

## Főbb művei
- A közvetlen vastermelés kérdéséhez (Bányászati és Kohászati Lapok, 1891)
- A folytvas (Bányászati és Kohászati Lapok, 1892)
- Acélgyári berendezések Németországban (Bányászati és Kohászati Lapok, 1903)
- A Magyar Királyi Bányamérnöki és Erdőmérnöki Főiskola egyetemi rangra emelése tárgyában (Bányászati és Kohászati Lapok, 1931)

## Emlékezete
- 1936-ban tiszteletére az Országos Magyar Bányászati és Kohászati Egyesület Zorkóczy Samu-emlékérmet alapított, érdemes tagjainak kitüntetése céljából. Az érem alkotója: Berán Lajos.[1]
- Mellszobra a Budapest II. Bem József utca 20. alatt, az Öntödei Múzeum kertjében található. Alkotója: Zsákodi Csiszér János.[2]
- A Borsod-Abaúj-Zemplén megyei Kazincbarcikán 2005-ben avatták fel Borsodi Ferenc bányászt ábrázoló szobrát. A talapzat bal oldalán látható az Országos Magyar Bányászati és Kohászati Egyesület Zorkóczy Samu emlékérme is.